# North Ballachulish
North Ballachulish är en by i Highland i Skottland. Byn är belägen 13 km 
från Kinlochleven. Orten har 302 invånare (2011).